# Bang!
«Bang» — песня американской инди-поп группы AJR. Она была выпущена 12 февраля 2020 года. Песня является лид-синглом с четвёртого альбома группы «OK Orchestra».

## Написание песни
26 апреля 2019 года AJR выпустили свой третий студийный альбом «Neotheater». Уже осенью они отправились в тур по Северной Америке в поддержку альбома. Альбом имел коммерческий успех и получил хорошие отзывы критиков. В результате 15 ноября 2019 года музыканты объявили о «Neotheater World Tour Part II» с концертами в Северной Америке, Европе и Южной Америке, включая выступления на фестивалях Lollapalooza в Аргентине, Чили и Бразилии. Тур 2020 года был отложен на неопределенный срок из-за пандемии COVID-19.
AJR начали писать песню «Bang!» при создании альбома «Neotheater». Тогда она была более мрачной и медленной, и содержала много минорных аккордов. Музыкантам нравилась песня, но они никак не могли подстроить её под звучание «Neotheater», поэтому отложили написание трека, чтобы сосредоточиться на альбоме. AJR продолжали писать песню на протяжении всего тура в поддержку альбома, но окончательно завершили работать над «Bang!» только после его окончания. Тогда музыканты поняли, как сделать трек современным, добавив в него больше элементов трэпа и изменив некоторые аккорды. О новой песне AJR говорили, что: «Мы написали „BANG!“ о странном этапе жизни между ребёнком и взрослым, о том времени, когда мы делаем всё, что должны делать взрослые, но ещё не чувствуем себя взрослыми. Дело в том, что в какой-то момент взросление обязательно нас настигнет, поэтому план, который мы составили в песне, состоит в том, чтобы „выйти на ура“ („go out with a bang“). С каждой новой песней, которую мы делаем, мы пытаемся выйти из зоны комфорта. Было захватывающе вступить в эту более мрачную, тяжелую духовую атмосферу, где куплеты маленькие и загадочные, а припев взрывается в этот театральный трэп-припев». Таким образом, песня «Bang!» стала своеобразным продолжением альбома «Neotheater», с помощью которой музыканты показывают своё взросление.
«Bang!» состоит из 4
4 такта и в тональности до-диез минор, с умеренно быстрым темпом от 138 до 144 ударов в минуту (уд/мин). Вокал AJR в песне варьируется от B2 в нижней части до C#5 в верхней части.
Изначально, фразы «Here we go!» and «Metronome!» в треке должен был произносить Райан, но группа решила привлечь для записи кого-то другого. Братья выбрали для роли Чарли Пелетта, чей голос используется в Метро Нью-Йорка. AJR уже сотрудничали с ним ранее — использовали запись его голоса для своего выступления.

## Музыкальное видео
Официальное видео было загружено 12 февраля 2020 года. Его режиссёром выступил Се О, который постарался передать в клипе атмосферу фильмов Уэса Андерсона. В видео музыканты проводят игру в покер в казино Майами 1980-х годов. Братья одеты в красные костюмы, а за одним столом с ними собрались персонажи, которые на протяжении всей песни постоянно меняют костюмы. Камера остаётся сфокусированной в одном направлении, перемещаясь только вперед и назад.

## Успех
Песня заняла 20-е место в Canadian Hot 100. Также, это песня с самым высоким рейтингом и единственная, которая вошла в десятку лучших в США, заняв 8-е место в Billboard Hot 100 20 января 2021 года. На февраль 2023 года на Youtube, имеет 66 миллионов просмотров.
В ноябре 2020 года Apple использовала инструментальную версию припева «Bang!» в своей праздничной рекламе. Благодаря этому 26 декабря песня заняла первое место в чарте продаж iTunes в США, сместив песню Мэрайи Кэри «All I Want for Christmas Is You». «Bang!» также использовали в качестве саундтрека к вступлению 27-й церемонии вручения премии Гильдии киноактеров в 2021 году.

## Исполнители
- Адам Мет — вокал, инструменты, композитор
- Джек Мет — основной вокал, инструменты, композитор
- Райан Мет — вокал, инструменты, композитор, продюсер

## Награды
На церемонии вручения наград Billboard Music Awards 2021 «Bang!» получила награду Top Rock Song, обойдя песни «Monsters» All Time Low, «Heat Waves» Glass Animals, «My Ex’s Best Friend» Machine Gun Kelly и «Level of Concern» Twenty One Pilots. AJR также были номинированы в категориях «Лучший дуэт/группа» и «Лучший рок-исполнитель», но проиграли BTS и Machine Gun Kelly соответственно.
| Year | Organization             | Award                             | Result    | Ref.   |
| ---- | ------------------------ | --------------------------------- | --------- | ------ |
| 2021 | Billboard Music Awards   | Top Rock Song                     | Победа    | [ 20 ] |
| 2021 | iHeartRadio Music Awards | Alternative Rock Song of the Year | Номинация | [ 21 ] |

## Чарты
| Chart (2020—2021)                            | Peak position |
| -------------------------------------------- | ------------- |
| Australia (ARIA)                             | 37            |
| Канада (Billboard Canadian Hot 100)          | 20            |
| Канада (Billboard AC Airplay)                | 35            |
| Канада (Billboard CHR/Top 40)                | 11            |
| Канада (Billboard Hot AC)                    | 9             |
| Канада (Billboard Rock)                      | 37            |
| Мир (Billboard Global 200)                   | 84            |
| Israel (Media Forest)                        | 7             |
| New Zealand (Recorded Music NZ)              | 14            |
| South Korea (Gaon)                           | 106           |
| США (Billboard Hot 100)                      | 8             |
| США (Billboard Adult Contemporary)           | 17            |
| США (Billboard Adult Top 40)                 | 1             |
| США (Billboard Mainstream Top 40)            | 6             |
| США (Billboard Rock Airplay)                 | 5             |
| США (Billboard Hot Rock & Alternative Songs) | 2             |
| US Rolling Stone Top 100                     | 15            |

| Chart (2020)                                | Position |
| ------------------------------------------- | -------- |
| US Adult Top 40 (Billboard)                 | 21       |
| US Mainstream Top 40 (Billboard)            | 50       |
| US Rock Airplay (Billboard)                 | 14       |
| US Hot Rock & Alternative Songs (Billboard) | 4        |

| Chart (2021)                                | Position |
| ------------------------------------------- | -------- |
| Canada (Canadian Hot 100)                   | 66       |
| New Zealand (Recorded Music NZ)             | 38       |
| US Billboard Hot 100                        | 56       |
| US Adult Contemporary (Billboard)           | 41       |
| US Adult Top 40 (Billboard)                 | 12       |
| US Hot Rock & Alternative Songs (Billboard) | 7        |
| US Mainstream Top 40 (Billboard)            | 30       |

## Продажи
| Регион                                                                      | Сертификация  | Продажи   |
| --------------------------------------------------------------------------- | ------------- | --------- |
| Австралия (ARIA)                                                            | Платиновый    | 70 000    |
| Канада (Music Canada)                                                       | 2× Платиновый | 160 000   |
| Новая Зеландия (RMNZ)                                                       | Платиновый    | 30 000    |
| США (RIAA)                                                                  | 2× Платиновый | 2 000 000 |
| Данные о продажах + прослушиваниях приведены только на основе сертификации. |               |           |